# Île-Tudy

Île-Tudy este o comună în departamentul Finistère, Franța. În 1 ianuarie 2022 avea o populație de 745 de locuitori.